# 2024년 하계 올림픽 베냉 선수단
베냉은 2024년 7월 26일부터 8월 11일까지 프랑스 파리에서 열리는 2024년 하계 올림픽에 출전했다. 이번 하계 올림픽은 아프리카 보이콧으로 인해 몬트리올에서 열린 1976년 하계 올림픽을 제외하고는 베냉의 13번째 하계 올림픽 출전이 된다.

## 출전 선수
| 종목 | 남자 | 여자 | 전체 |
| ---- | ---- | ---- | ---- |
| 육상 | 1    | 1    | 2    |
| 유도 | 1    | 0    | 1    |
| 수영 | 1    | 1    | 2    |
| 전체 | 3    | 2    | 5    |

## 매달 집계
| 종목 | 1 | 2 | 3 | 합계 |
| 종목 | ' | ' | ' | '    |
| 종목 | ' | ' | ' | '    |
| 종목 | ' | ' | ' | '    |
| 합계 | ' | ' | ' | '    |

## 같이 보기
- 2024년 하계 올림픽